# اوک‌هرست (تگزاس)
اوک‌هرست (به انگلیسی: Oakhurst) یک منطقهٔ مسکونی در ایالات متحده آمریکا است که در شهرستان سن جاسینتو، تگزاس واقع شده‌است. اوک‌هرست ۴٫۱ کیلومتر مربع مساحت و ۲۳۳ نفر جمعیت دارد و ۱۱۹ متر بالاتر از سطح دریا واقع شده‌است.